# Natalia Starr
Natalia Starr właśc. Katarzyna Tyszka (ur. 22 marca 1993 w Ostrowi Mazowieckiej) – polska aktorka filmów pornograficznych, mieszkająca na stałe w Stanach Zjednoczonych. Jest siostrą Natashy Starr, która także jest aktorką pornograficzną; obie są popularne w branży jako Siostry Starr.

## Życiorys

### Wczesne lata
Urodziła się w Ostrowi Mazowieckiej w Polsce. W 2000, w okresie Bożego Narodzenia, w wieku 7 lat wyemigrowała do Stanów Zjednoczonych, gdzie dorastała w nowojorskich dzielnicach Williamsburg, Brooklyn i Queens.
W 2012 jako nastolatka została najpiękniejszą Polką na Manhattanie, biorąc udział w konkursie Miss Polonia Manhattan 2012. Po ukończeniu szkoły średniej pracowała przez jakiś czas w centrum handlowym.

### Kariera
Natalia dostała się do branży dla dorosłych poprzez swoją siostrę Natashę Starr. Pierwszym jej krokiem była praca fotomodelki fetysz BDSM w Nowym Jorku, a potem dla studia kalifornijskiego FM Concepts. Ostatecznie przeniosła się do Los Angeles, aby zrobić kilka scen solo, zanim zrobiła swoją pierwszą scenę z Marco Banderasem.
W sierpniu 2012 podpisała kontrakt z agencją modelek erotycznych LA Direct Models, co zaowocowało sesjami dla stron Digital Desire i Twistys. Kilka miesięcy potem jej zdjęcie zagościło na okładce specjalnego, świątecznego numeru 2012 miesięcznika „Hustler”. W styczniu 2013 otrzymała tytuł „Najlepszej aktorki porno wytwórni Twistys”.
W 2013 Natalia oraz jej siostra Natasha Starr zdobyły tytuł ulubienicy miesiąca miesięcznika „Penthouse” – Natalia w lipcu, a Natasha w sierpniu.
Wystąpiła w filmach dokumentalnych Trip (2013), Channel 4 Spotkanie mojej gwiazdy porno (Date My Porn Star (2013) i Becoming Belle Knox (2014).
W 2013 podpisała umowę z agencją OC Modeling. Wystąpiła dla Kink.com w scenach BDSM, rimmingu, cunnilingusu, peggingu, i fetyszu stóp w Foot Worship 28427 (2013) z Ellą Alexandrą. W styczniu 2014 podpisała kontrakt z wytwórnią Brazzers.
5 maja 2016 w Los Angeles wzięła udział w serii Casting X Pierre’a Woodmana.

## Nagrody i nominacje
| Rok  | Nagroda                      | Kategoria                                                    | Film                                            | Inni wykonawcy               | Rezultat  |
| ---- | ---------------------------- | ------------------------------------------------------------ | ----------------------------------------------- | ---------------------------- | --------- |
| 2013 | Sex Award                    | Najgorętsza nowa dziewczyna                                  | –                                               | –                            | Nominacja |
| 2013 | Nagroda magazynu „Penthouse” | Ulubienica miesiąca                                          | –                                               | –                            | Wygrana   |
| 2014 | XBIZ Award                   | Najlepsza nowa gwiazdka                                      | –                                               | –                            | Nominacja |
| 2014 | Spank Bank Award             | International Fuck Bunny                                     | –                                               | –                            | Nominacja |
| 2014 | AVN Award                    | Najlepsza nowa gwiazdka                                      | –                                               | –                            | Nominacja |
| 2015 | AVN Award                    | Nagroda fanów: Najlepsze piersi                              | –                                               | –                            | Wygrana   |
| 2016 | AVN Award                    | Nagroda fanów: Najlepsze piersi                              | –                                               | –                            | Wygrana   |
| 2017 | AVN Award                    | Najlepsza scena seksu samych dziewczyn                       | Lesbian Love Stories 8: Partner Exchange (2016) | Brooklyn Chase i Lilly Evans | Nominacja |
| 2017 | XBiz Award                   | Najlepsza scena seksu w całej realizacji                     | Perfectly Natural 11 (2016)                     | Danny Mountain               | Nominacja |
| 2017 | Spank Bank Award             | Best ‘Just Got Fucked’ Hair                                  | –                                               | –                            | Nominacja |
| 2017 | Spank Bank Award             | Baroness of Licking Lady Ass                                 | –                                               | –                            | Nominacja |
| 2018 | XBiz Europa Award            | Najlepsza aktorka                                            | Jessica Chase w Nevermore (2018)                | –                            | Nominacja |
| 2018 | AVN Award                    | Najlepsza scena seksu analnego                               | Back in the Butt (2017)                         | James Deen                   | Nominacja |
| 2018 | AVN Award                    | Najlepsza scena seksu triolizmu (chłopak/chłopak/dziewczyna) | Bottle Service (2017)                           | Isiah Maxwell i Jason Brown  | Nominacja |
| 2018 | AVN Award                    | Wykonawczyni roku                                            | –                                               | –                            | Nominacja |
| 2018 | AVN Award                    | Najlepsza scena seksu grupowego samych dziewczyn             | Zebra Girls 4 (2017)                            | Jenna Foxx i Kira Noir       | Nominacja |
| 2018 | Spank Bank Technical Award   | Mistrzyni kucania                                            | –                                               | –                            | Wygrana   |
| 2019 | AVN Award                    | Najlepsza scena seksu w produkcji zagranicznej               | Nevermore (2018)                                | Felix Jones                  | Nominacja |
| 2019 | NightMoves Award             | Najlepsze ciało                                              | –                                               | –                            | Nominacja |
| 2019 | NightMoves Award             | Niedoceniona wykonawczyni roku                               | –                                               | –                            | Nominacja |
| 2020 | AVN Award                    | Nagroda fanów: Najbardziej spektakularne piersi              | –                                               | –                            | Nominacja |
| 2020 | XBIZ Europa Award            | Najlepsza scena seksu w filmie fabularnym                    | Turning Nympho (2019)                           | Henessy i Alberto Blanco     | Nominacja |
| 2021 | AVN Award                    | Najlepsza scena seksu z podwójną penetracją                  | Excess: Compromise (2020)                       | Chris Diamond i Mick Blue    | Nominacja |
| 2021 | AVN Award                    | Nagroda fanów: Najbardziej epicki tyłek                      | –                                               | –                            | Nominacja |